# 王子玕
王子玕（1880年—1963年），男，江西永新人，中国医学教育家、公共卫生学家，曾任湘雅医学院院长，国立中正医学院院长。